# Бар (Швабија)
Бар (њем. Baar (Schwaben)) општина је у њемачкој савезној држави Баварска. Једно је од 24 општинска средишта округа Ајхах-Фридберг. Према процјени из 2010. у општини је живјело 1.169 становника. Посједује регионалну шифру (AGS) 9771176.

## Географски и демографски подаци
Бар се налази у савезној држави Баварска у округу Ајхах-Фридберг. Општина се налази на надморској висини од 430 метара. Површина општине износи 17,0 km². У самом мјесту је, према процјени из 2010. године, живјело 1.169 становника. Просјечна густина становништва износи 69 становника/km².